# Scum (film)
Scum is een film van regisseur Alan Clarke uit 1979, geschreven door Roy Minton en geproduceerd door Clive Parsons en Davina Belling, met Ray Winstone in de hoofdrol. Scum was een lowbudgetfilm en heeft geen filmmuziek.
De prent was oorspronkelijk een toneelstuk voor de televisie, in 1977 door Roy Minton geschreven voor de reeks Play for Today van de BBC. Het toenmalige nethoofd van BBC1, Bill Cotton, weigerde echter het stuk uit te zenden. Toen Minton na het vervallen van de rechten weer eigenaar van de film was, vroeg hij Clarke een nieuwe versie te maken die als onafhankelijke film in de bioscoop vertoond kon worden. 

## Rolverdeling
| Acteur           | Personage |
| ---------------- | --------- |
| Ray Winstone     | Carlin    |
| Mick Ford        | Archer    |
| Julian Firth     | Davis     |
| Alrick Riley     | Angel     |
| John Blundell    | Banks     |
| Phil Daniels     | Richards  |
| Philip Jackson   | Greaves   |
| John Judd        | Sands     |
| Herbert Norville | Toyne     |
| Peter Howell     | directeur |
| Jo Kendall       | ‘Matron’  |
| Alan Igbon       | Meakin    |
| Peter Francis    | Baldy     |
| John Grillo      | Goodyear  |

## Samenvatting
Alle personages worden enkel bij hun achternaam genoemd. Carlin, ‘de harde’, wordt met enkele andere jongens, onder wie de kleine criminelen Angel en Davis, in een borstal afgeleverd. Carlin is uit een andere instelling overgeplaatst, waar hij enkele bewakers geslagen had die hem in elkaar trapten. De opvoeders in het nieuwe gesticht geven Carlin meteen oorvegen en verbieden hem te spreken wanneer hem niets gevraagd wordt. Alle delinquenten krijgen een nummer omdat, zo wordt hun verteld, ze niets dan een nummer zijn. Carlin deelt een cel met anderen en maakt kennis met de excentrieke en zeer intelligente Archer, die beweert vegetariër te zijn en weigert de standaard lederen schoenen van het gesticht te dragen, waardoor hij zelfs in de vrieskou barrevoets gaat. Onder de gedetineerden van de instelling is een eigen hiërachie van kracht: Banks is de zogeheten ‘daddy’ en perst met geweld geld van de anderen af. Davis is daarentegen een zwakkeling die door elkeen uitgebuit wordt. Het personeel van de instelling bestaat ten dele uit incompetente, gemakzuchtige mannen, ten dele uit sadisten die de jongeren tegen elkander opstoken en na vechtpartijen de verliezers straffen. De meeste personeelsleden vinden racistisch taalgebruik heel gewoon. De directeur van de instelling is een overtuigd christen en geeft Archer een paar plastic schoenen wanneer die beweert zich aangetrokken te voelen tot ‘Mekka’. In werkelijkheid is Archer echter een atheïst en is zijn vegetarisme slechts een voorwendsel om het de autoriteiten zo lastig mogelijk te maken. Onder de directeur staat de ietwat naïeve mijnheer Goodyear, de huismeester, die geen idee heeft van de brute realiteit in zijn instituut en zich graag als enigszins vriendelijker dan de andere personeelsleden voordoet.
Carlin wordt door Banks in elkaar geslagen en hiervoor door de opzichter, Sands, gestraft. Hij wreekt zich door enkele snookerballen in een sok te stoppen en Banks ermee de kop in te slaan. Nu Carlin de nieuwe ‘daddy’ van de gevangenisvleugel is, vraagt Goodyear hem een oogje in het zeil te houden en de andere jongens onder controle te houden. In ruil daarvoor krijgt Carlin zijn eigen cel. De ‘daddy’ van de andere gevangenisvleugel, bekend als ‘Baldy’, wil met Carlin in een kolenhok vechten om te zien wie de baas is. Carlin neemt een ijzeren staaf mee naar de afspraak en slaat zijn opponent halfdood. Nu is hij de onbetwiste leider van de jeugddelinquenten. Het bewakingspersoneel knijpt bij dit alles een oogje dicht. Een spelletje basketbal mondt uit in een grote vechtpartij tussen de blanke en de zwarte gedetineerden.
’s Zondags is Archer de enige die geen liturgische dienst bijwoont, zodat een persoonlijke bewaker op hem moet letten. De sfeer is ietwat gemoedelijker dan gewoonlijk en de bewaker geeft Archer een kop koffie. Er ontspint zich een gesprek over de nadelen van het hechtenissysteem voor adolescenten, en Archer stelt terloops dat de carrière van de bewaker, die zijn pensioen nadert, eigenlijk niet veel voorstelt, omdat zijn hele leven gebouwd is op onderdrukking en het ontnemen van respect aan medemensen: in de wereld buiten de borstal is al zijn gezag niet meer dan een illusie. De bewaker is beledigd en vervalt in zijn oude autoritaire rol: hij beveelt Archer rechtop te staan en meermaals zijn nummer en naam te geven.
Toyne heeft een bericht ontvangen dat zijn vrouw gestorven is. De ‘matron’, een begeleidster bij wie de jongens wekelijks op praatsessie gaan, toont weinig begrip. Wanneer een andere gedetineerde enkele uren vrij krijgt om te trouwen en de jongens een ludieke ceremonie in de instelling houden, snijdt Toyne zijn polsen over. In plaats van medische hulp te krijgen, wordt hij in een isoleercel geworpen en bezwijkt aan zijn verwondingen. ’s Anderendaags doet huismeester Goodyear alsof er niets aan de hand is en hij bespreekt de klachten van de gedetineerden over de vis op het menu.
De jongens moeten tuinwerk verrichten. Onder het voorwendsel van een snelle sigaret sluipen enkelen de serre binnen, waar Davis bloemen plant. Davis wordt door drie jongens verkracht, terwijl het afdelingshoofd hen begluurt. Vervolgens maant hij Davis aan, rechtop te staan en weer aan het werk te gaan. ’s Nachts huilt Davis wanhopig in zijn cel. Hij drukt op de bel om de nachtwaker te roepen, hetgeen verboden is. De nachtwaker dreigt ermee, Davis een pak slaag te geven en vertrekt. Davis neemt een scheermesje en snijdt zijn polsen door; hij wordt de volgende ochtend levensloos door het afdelingshoofd Sands aangetroffen, die onmiddellijk de andere jongens beveelt terug naar hun cel te gaan. 
Het is etenstijd, maar niemand wil eten. Sands schreeuwt hun enkele malen woest het bevel ‘eten!’ toe. Niemand beweegt en langzaam beginnen alle jongens ‘Dood! Dood! Dood!’ te scanderen. Carlin gooit zijn dienblad met eten tegen de muur en er breekt een extreem gewelddadige opstand uit. De jongens vernielen de eetzaal compleet en het personeel moet vluchten. 
De opstand is bloedig neergeslagen; Carlin, Archer en Angel worden met bebloed gelaat in een isoleercel geworpen. De directeur spreekt de menigte toe: alle voorrechten worden afgeschaft en alle schade moet vergoed worden. De dood van een gedetineerde rechtvaardigt geen geweld, aldus de directeur. Hij beveelt een minuut stil gebed.